# 伊勢商人
伊勢商人（いせしょうにん）は、大坂商人、近江商人と並ぶ日本三大商人の1つである。江戸時代の伊勢国出身の商人で、安土桃山時代の16世紀後半から、本所となる伊勢以外にも江戸、京（京都）、大坂（大阪）のいわゆる三都に出店し、日本全国に商売のネットワークを広げていったと言われている。特に松阪、射和、相可の街から有力な伊勢商人が輩出した。

## 概要
伊勢商人として最も代表的な存在は、江戸に呉服店の越後屋を出店して三井の基礎を作った三井高利である。
伊勢商人の主な屋号は「伊勢屋」や「丹波屋」など。江戸では伝馬町界隈に出店する事が多かったようである。また江戸では伊勢出身の商人はかなり多かったらしく、「江戸名物は伊勢屋、稲荷に犬の糞」と言われていた。
伊勢商人は元々、戦国時代中期から日本に流入してきた木綿を全国に赴いて売りさばいていた存在であった（一例として、本居宣長の実家・小津家がある）。当時の木綿は高級生地であったため、これらから得た利益が彼らを豪商と呼ばれる存在へと高めていった。木綿・呉服のほか、材木・紙・酒を扱った伊勢商人がおり、金融業・両替商になる者もいた。
伊勢おしろいも主な取引品目の一つである。
江戸時代前期に当たる寛永年間から中期に当たる元禄年間にかけ、続々と江戸や京、大坂に出店するものが現れた。これは江戸幕府による支配が安定し、経済制度の整備が進められたことを反映している。
伊勢商人のキャラクターとしては、彼らの商売はかなり手堅かったことから「近江泥棒、伊勢乞食」という言葉が残されている（近江商人はがめつく、伊勢商人は貧乏な乞食のように出納にうるさいという意味）。また伊勢商人独自の情報ネットワークが指摘されており、特にお伊勢参りに向かう人々が安濃津や松阪を経由していくことから、彼らから諸国の情報を手に入れられたことが伊勢商人の発展につながっていると見られている（なお、『今昔物語集』や『人国記』には伊勢人は親をも騙して財物を奪うと記載され、これを「伊勢乞食」の語源とする説が見られるが、前者は物語作者の主観でしかなく、後者は諸国人への皮肉と誹謗が多く見られる書物であることから共に創作の域を出ず、根拠としては不適切である）。また「伊勢子正直」とも言われ、伊勢出身の小僧は重宝された。

## 伊勢商人の流れを汲むとされる主な企業
- イオン
- 伊藤ハム
- 岡三証券
- 小津産業
- 国分グループ本社
- 東洋紡
- にんべん
- NEZASホールディングス
- 百五銀行
- 三井
- 三越
- ライフコーポレーション
- 丁子屋百貨店